# Raffaele Scapinelli di Léguigno
Raffaele Scapinelli di Léguigno (ur. 25 kwietnia 1858 w Modenie, zm. 16 września 1933 w Forte dei Marmi) – włoski duchowny katolicki, wysoki urzędnik Kurii Rzymskiej, kardynał.

## Życiorys
Ukończył seminarium w Reggio nell’Emilia, a także Akademię Dostojników Szlacheckich w Rzymie (doktorat utroque iure). Święcenia kapłańskie przyjął w 1884. Kontynuował naukę, a następnie był wykładowcą prawa kanonicznego w Reggio Emilia. W latach 1889–1891 pracował w Sekretariacie Stanu. Od 1891 był sekretarzem nuncjatury w Portugalii. W latach 1894–1905 audytor nuncjatury w Holandii. W 1899 otrzymał tytuł prywatnego szambelana de numero participantium. W 1902 został kanonikiem w bazylice watykańskiej, a także wykładowcą na Akademii Dostojników Szlacheckich. Prałat domowy Jego Świątobliwości od 1905. W tym samym roku otrzymał godność infułata. W roku 1908 mianowany sekretarzem Komisji ds. Kodyfikacji Kodeksu prawa kanonicznego, a także sekretarzem w Kongregacji ds. Nadzwyczajnych Spraw Kościoła. Oprócz tego był konsultantem w Świętym Oficjum.
27 stycznia 1912 został wyznaczony na nuncjusza w Austro-Węgrzech. Trzy dni później otrzymał nominację na tytularnego arcybiskupa Laodicea. Sakrę otrzymał w pałacu apostolskim na Watykanie z rąk kardynała Merry’ego del Val. Na konsystorzu z grudnia 1915 kreowany kardynałem prezbiterem. Pozostał w Wiedniu do końca 1916 roku. Był następnie w latach 1918-1920 prefektem Kongregacji ds. Zakonów. Brał udział w konklawe 1922. Od 22 lipca 1930 do swej śmierci pełnił funkcję Datariusza Papieskiego. Pochowany na Campo Verano.